# Пескокостанцо
Пескокостанцо (італ. Pescocostanzo) — муніципалітет в Італії, у регіоні Абруццо, провінція Л'Аквіла.
Пескокостанцо розташоване на відстані близько 135 км на схід від Рима, 80 км на південний схід від Л'Акуїли.
Населення — 1147 осіб (2014).

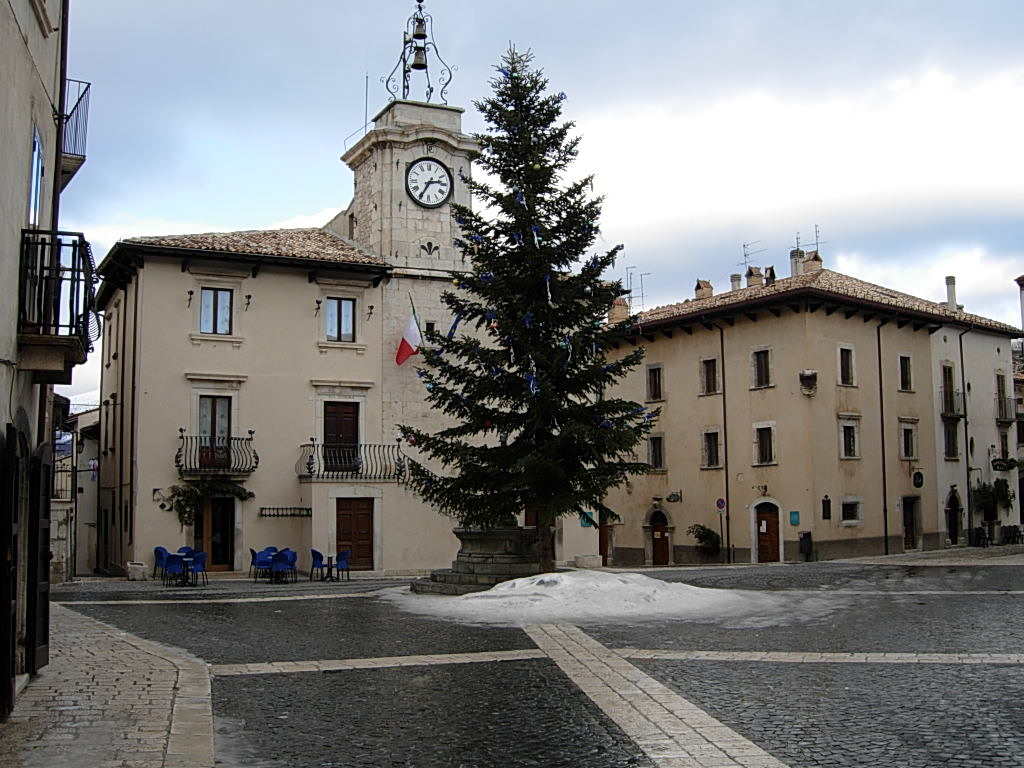

Щорічний фестиваль відбувається 8 серпня. Покровитель — San Felice.

## Демографія
Населення за роками:

Станом на 1 січня 2023 року в муніципалітеті офіційно проживало 29 іноземців з 6 країн, серед них 13 громадян країн Євросоюзу.

## Сусідні муніципалітети
- Ателета
- Кансано
- Палена
- Петторано-суль-Джиціо
- Ривізондолі
- Рокка-Пія
- Роккаразо